# Александрова, Вера Ивановна
Ве́ра Ива́новна Алекса́ндрова (1902, Севск, Орловская губерния, Российская империя — 3 декабря 1930, Кисловодск) — советская художница.

## Биография
Родилась в 1902 году в Севске (ныне — Брянская область).
В начале 1920-х годов примыкала к группе поэтов-имажинистов.
Художественную манеру Александровой можно охарактеризовать как «стилизованный кубизм».
Автор иллюстраций к нескольким книгам Александра Кусикова, в том числе ко второму изданию книги «Искандер Намэ» (1921—1922).
Училась во ВХУТЕМАСе у Надежды Удальцовой и впоследствии сблизилась с Удальцовой и её мужем Александром Древиным.
Скончалась 3 декабря 1930 года в Кисловодске, похоронена там же 8 декабря.

## Местонахождение произведений
- Государственный музей изобразительных искусств имени А. С. Пушкина[1]
- Частные коллекции[1]